# Sebastian Mayer
Sebastian Mayer (Ratisbona, 16 de julio de 1973) es un deportista alemán que compitió en remo.
Ganó dos medallas de plata en el Campeonato Mundial de Remo, en los años 1998 y 1999. Participó en dos Juegos Olímpicos de Verano, ocupando el sexto lugar en Atlanta 1996 y el cuarto en Sídney 2000, en la prueba de doble scull.

## Palmarés internacional
| Campeonato Mundial | Campeonato Mundial      | Campeonato Mundial | Campeonato Mundial |
| Año                | Lugar                   | Medalla            | Prueba             |
| ------------------ | ----------------------- | ------------------ | ------------------ |
| 1998               | Colonia (Alemania)      | Medalla de plata   | Cuatro scull       |
| 1999               | St. Catharines (Canadá) | Medalla de plata   | Doble scull        |